# 名探偵ステイホームズ
名探偵ステイホームズ（めいたんていステイホームズ）は、日本テレビで2022年4月3日（JST 22時30分 - 23時25分）、4月10日（JST 22時30分 - 23時25分）の2週に渡り放送された日本のテレビドラマ。主演は北村匠海。
イギリスの制作プロダクション「Envision Entertainment」との共同企画であり、日本国外では「CONNECTED」のタイトルでフォーマットビジネスが展開される。過去の回想シーンをアニメーションで描くという演出を特色とする。

## あらすじ
ひょんなことから、「ネット探偵」から本物の探偵になってしまった子供部屋おじさんの活躍譚である。
いい年して実家で暮らし、子供部屋とネットに入り浸っている青年・相田アタルはある日、リモート会議中に裏アカで社長の愚痴をつぶやいていたことがバレて会社をクビになってしまう。イライラと酔いの勢いでネットサーフィンをし、推しの声優アイドル・観音寺かの子の匂わせフラグに気づいたアタルは、勢い余って検索し続け、それが不倫だとわかり怒りの誹謗中傷コメントを投稿した。翌朝、かの子のファンなどからの批判コメントでアタルの裏アカは炎上、かの子の所属事務所の代理人弁護士から名誉棄損で告訴するとの連絡が届いた。その直後、警視庁公安部の刑事・沼田と坂本が家にやってきた。万事休すと思われたが、「特定」のスキルを買われたアタルは、告訴取り下げと引き換えに、ステージ上で失踪した地下アイドル・藤山メイの捜査協力を依頼される。
検索を駆使してメイの裏の顔を暴いていくアタル。そしてメイが他殺体で発見され、単なる失踪が殺人事件と発展する。アタルは殺人事件の闇に巻き込まれることになる。

## キャスト

### 主要人物
相田アタル
演 - 北村匠海
主人公。実家暮らしの子供部屋おじさん。ボブショートヘアの女性を好み、「ボブショート隊長」というハンドルネームでSNSを使用している。小学生時代に富美夫がおふざけで投げた犬のフンに当たり「うんこアタル」というあだ名をつけられてしまったことが原因で、人付き合いが苦手になり、潔癖症になる。「名探偵コナン」の大ファンで全巻を揃えている。会社員時代は通勤もしていたがコロナ禍で在宅勤務になってからは、外出すらほとんどしない。カラシが好物。

### アタルの関係者
相田恵美
演 - 鈴木保奈美
アタルを女手一つで育てた、息子思いの優しい母親。在宅でアニメ関係の仕事をしている。沼田に気がある。
坂本才花
演 - 松本まりか
警視庁公安部の女性刑事で、アタルのバディとなる。足で稼ぐことが刑事の本分と考える昔気質の刑事。アタルとは違って辛いものは苦手。
沼田貫太
演 - 谷原章介
警視庁公安部警部。アタルのリサーチ能力を見込んで捜査協力を依頼する。オックスフォード大学留学経験のあるエリートで、カタカナ語をネイティブ風に発音する癖がある。第2被害者となる。
斎藤富美夫
演 - 黒羽麻璃央　
現職の最年少環境大臣。アタルの小学校の同級生で、アタルの内向的な性格を作り出す事件を起こした。ベジタリアン。
星野智子
演 - 森川葵
アタルと組むことになったリサーチャー。アタルの好みを体現したような容姿をしている。リモートでしか登場しないが、実は沼田の差し金により恵美がディープフェイクで演じていた架空の人物であった。

### マウンティンガールズ
地下アイドルグループ。
八ヶ岳希美
演 -大和田南那
メンバー。
藤山メイ
演 - 大原優乃
メンバー。ライブ中に突然失踪し、アタルが最初に捜査協力を依頼される。今回の事件の第1被害者。
高尾ミーナ
演 - 朝日ななみ
メンバー。
つくば
演 - 杉浦楓香
メンバー。

### その他
観音寺かの子
演 - 小宮有紗
アタルが推している人気声優。
アタルの元勤務先の社長
演 - 後藤剛範
タクシーの運転手
演 - 勝矢
アタルが乗車したタクシーの運転手。人は悪くないのだが、衛生観念が欠けている。
劇中アニメ（アタルと富美夫の小学校時代の回想シーン）
声 - 高山みなみ、上西哲平、馬場惇平
斎藤富美夫の秘書
演 - 阿部翔平
岩見さとし
演 - 喜入翔大
声優。観音寺かの子の不倫相手。

## スタッフ
- 共同企画・プロデューサー - Michael Nakan(Envision Entertainment)
- Based on the format CONNECTED co-created by NIPPON TV and Envision Entertainment(Michael Nakan)
- 脚本 - 森ハヤシ
- 演出 - 水野格
- 音楽 - カワイヒデヒロ（fox capture plan）
- アニメパート
  - 監督 - 都竹惇史
  - 監修 - 新海岳人
  - キャラクターデザイン・作画 - 中内友紀恵
  - プロデュース - 二階堂勇次、伊藤新月
  - 制作プロダクション - Pie in the sky
- VFXスーパーバイザー - 道木伸隆
- VFX - デジタル・アトム・ラボ、semicolon;、ディオライト
- アクションコーディネーター - 谷本峰
- ダンス指導 - あさづきかなみ
- 技術協力 - NiTRo、イメージランド、サウンドライズ
- 照明協力 - ザ・ホライズン
- 美術協力 - 日本テレビアート
- ポスプロ - アップサイド
- プロデューサー - 小田玲奈、大倉寛子、青木佐也子、柴田裕基
- チーフプロデューサー - 三上絵里子
- 制作協力 - 日テレアックスオン
- 製作著作 - 日本テレビ

## 海外展開
2022年12月にアメリカの製作会社であるトゥモロースタジオが本ドラマの番組フォーマットを購入し、リメイク版を製作することが同国のエンターテインメント情報サイトであるDeadline.comから報じられた。